# Красний Бор (Бокситогорський район)
Красний Бор (рос. Красный Бор) — присілок Бокситогорського району Ленінградської області Росії. Входить до складу Радогощинського сільського поселення.
Населення — 3 особи (2012 рік). 